# Lülsfeld
Lülsfeld là một đô thị ở huyện Schweinfurt bang Bayern, Đức.